# Ochotona iliensis
La pica de Ilí (Ochotona iliensis) es una especie de mamífero lagomorfo de la familia Ochotonidae, a la que también pertenecen los conejos y liebres. Con su cola alcanza los 20 centímetros de longitud, es herbívoro y habita las zonas escarpadas de sectores montañosos.
Fue descubierto en 1983 por Li Weidong, quien los apodó informalmente como conejos mágicos. El nombre pica de Ilí alude a su ciudad natal.

## Distribución geográfica y hábitat
Habita en las montañas de Tian Shan del noroeste de China. Vive en huecos hechos entre la tierra a una altura entre 2800 metros y 4000 metros. Vive aislado en la parte alta de la montaña, por lo que su hábitat está constantemente fragmentado. Allí ha logrado vivir en condiciones de frío extremo y alimentándose de las hierbas que halla.
Aunque es la presa natural de algunas aves y zorros, el Ili Pika enfrenta una nueva amenaza: en los últimos años, su entorno natural se ha encogido en un 71%. Esto se debe al cambio climático en parte y también porque su área de pastizales ha sido tomada por la creciente población alrededor de la cordillera.
Su primer censo en 1983 estimó su número en 2900 ejemplares, en 2000 disminuyó a dos mil, y en 2014 a menos de mil ejemplares. Es, así, una de las especies más amenazadas del mundo.